# Le Temps des roses rouges
Albums de Léo Ferré
Métamec
(2000) De sac et de cordes
(2004)
Le Temps des roses rouges est un album posthume de Léo Ferré paru en 2000 chez Le Chant du Monde, historiquement la première maison de disque du chanteur. Il s'agit d'une compilation de quatorze de ses premières chansons enregistrées en 1950 pour une publication en 78 tours. Ferré, alors âgé de 34 ans, s'y accompagne lui-même au piano. Seules douze de ces chansons ont été diffusées à l'époque ; « Monsieur William » et « La Femme adultère » restant inédites sous cette forme durant quarante-huit ans.
Ces premières versions sont distinctes de celles publiées en 1954 dans l'album Chansons de Léo Ferré, dont on a longtemps cru - à tort - qu'il était un assemblage des enregistrements de 1950. La présente édition propose deux prises « alternatives » inédites, retrouvées dans les archives du Chant du Monde. 

## Titres
Paroles de Léo Ferré, sauf indications contraires. Toutes les musiques sont de Léo Ferré. 
| No  | Titre                                      | Auteur                      | Durée |
| --- | ------------------------------------------ | --------------------------- | ----- |
| 1.  | La Chanson du scaphandrier                 | René Baer                   | 2:31  |
| 2.  | Monsieur William                           | Jean-Roger Caussimon        | 3:12  |
| 3.  | Monsieur Tout-Blanc                        |                             | 3:24  |
| 4.  | La Vie d'artiste                           | Léo Ferré et Francis Claude | 2:47  |
| 5.  | Le Bateau espagnol                         |                             | 3:27  |
| 6.  | La Femme adultère                          |                             | 1:30  |
| 7.  | À Saint-Germain-des-Prés                   |                             | 2:31  |
| 8.  | L'Île Saint-Louis                          | Léo Ferré et Francis Claude | 3:09  |
| 9.  | Le Flamenco de Paris                       |                             | 1:39  |
| 10. | L'Inconnue de Londres                      |                             | 3:12  |
| 11. | Les Forains                                |                             | 3:00  |
| 12. | Barbarie                                   |                             | 3:25  |
| 13. | L'Esprit de famille                        |                             | 2:31  |
| 14. | Le Temps des roses rouges                  |                             | 2:39  |
| 15. | L'Île Saint-Louis (version alternative)    | Léo Ferré et Francis Claude | 3:21  |
| 16. | Le Flamenco de Paris (version alternative) |                             | 2:17  |